# Iglesia de Nuestra Señora de las Nieves (Valdelinares)
La Iglesia de Nuestra Señora de las Nieves es una iglesia de Valdelinares.

## Historia
Fue realizada en 1751 por el maestro Juan Escuder, 

## Descripción
De estilo barroco, su planta es de salón, con tres naves de tres tramos, separados por pilares.